# NGC 5333
NGC 5333 is een lensvormig sterrenstelsel in het sterrenbeeld Centaur. Het hemelobject werd op 2 juli 1834 ontdekt door de Britse astronoom John Herschel.

## Synoniemen
- ESO 221-17
- PGC 49424